# Baumarkt (Band)
Baumarkt war eine deutsche Band aus Chemnitz, die ihren Musikstil selber als „Synthie-Punk“ bezeichnet. Die Zeitschrift Musikexpress bezeichnet die Musik der Band als „16-Bit-Core mit Punkattitüde und Wave-Verweisen“.

## Geschichte
Gegründet wurde die Band 2016 von Jenny Kretzschmar und Florian Illing, die beide zuvor schon als Solo-Musiker tätig waren. Nachdem die Band 2017 ihre erste Demo-EP veröffentlicht hatte, gelang ihnen mit ihrer Doppelsingle Friedhof / Chemnitz Stadt ein erster regionaler Erfolg. Letzteres Lied war 2018 außerdem auf dem Sampler des Bandbüro Chemnitz e.V. vertreten.
Zwischen 2019 und 2020 wurden Baumarkt von der Musikerin Brontë „Brontstanze“ Klippell (Sängerin bei Baby of the Bunch) am Bass unterstützt. Kretzschmar und Illing hatten sie 2018 auf dem Band Clash Wettbewerb in Leipzig kennen gelernt, an welchem auch Baumarkt (damals noch als Duo) teilnahmen.
Im April 2020 erschien die Non-Album-Single Hygiene. Im August 2020 wurden sowohl der Film Baumarkt – Der Film und der zugehörige Soundtrack veröffentlicht, gefolgt vom Debüt-Album Baumarkt im November desselben Jahres.
Auf dem Sampler Röferenzen des Labels Rö13Records, der im Januar 2021 erschien, sind Baumarkt mit drei Titeln vertreten. Auch die Nebenprojekte vom Kretzschmar sind auf dem Sampler vertreten. Es folgte im selben Jahr eine Split-EP mit Noah Vert.
Mit Lob und Tadel erschien im März 2022 erstmals ein Musikvideo von der Band, für welches sie nach eigenen Angaben ein Budget zum Dreh zur Verfügung hatten. Später im Jahr waren Baumarkt bei der KULTURGUT:OST Session zu Gast, in welcher sie während des Interviews unter anderem darüber erzählten, wie sie sich selbst sehen und als Band zusammen gefunden haben.
2023 erschien im März die Kopfschmerzen EP (enthält die Songs Hey Man, Uz Uz Uz und Opus 2) und im November schließlich das zweite Album Kellerduell auf dem Bremer Label Latenz.
Am 18. Januar 2025 waren Baumarkt Teil der Eröffnungsfeier zur Kulturhauptstadt 2025 in Chemnitz. Dies war zugleich der letzte Auftritt der Band, die sich kurz danach auflöste. Die beiden Musiker konzentrieren sich seither wieder auf ihre jeweiligen Soloprojekte.

## Weitere Projekte
Jenny Kretzschmar (Künstlername Jens Ausderwäsche) ist neben Baumarkt auch als Darstellerin im Stück „GRRRRL“ (Regie: Gabi Reinhardt) und als Musikerin in der Inszenierung des von Paula Irmschler geschriebenen und unter der Regie von Kathrin Brune aufgeführten Popdramas „Superbusen“ tätig. Als Solo-Künstlerin trat sie unter anderem schon im Vorprogramm von Tom Liwa in der Elbphilharmonie Hamburg auf und veröffentlichte bislang die Alben DIR (2020) und MIR (2021) sowie etliche Improvisations-Alben. Weiterhin ist sie Teil von Projekt Hässlich und war maßgeblich an der Gründung des Labels Rö13Records beteiligt.
Florian Illing veröffentlichte seit 2013 im Rahmen seines Musikprojekts Project Rainfall mehrfach Musik. Sein eigenproduziertes Debüt-Album Short Songs erschien 2018 unter seinem bürgerlichen Namen. Weiterhin produziert er auch unter dem Namen „Bert Bert“ Musik.

## Diskografie
Alben
- 2020: Soundtrack zu „Baumarkt – Der Film“
- 2020: Baumarkt (Rö13 Records)
- 2023: Kellerduell (Rö13 Records, Latenz)

Singles und EPs
- 2017: Demo-EP
- 2017: Friedhof / Chemnitz Stadt (Doppel-Single)
- 2020: Hygiene (Single)
- 2021: Noah Vert // Baumarkt (Split-EP)
- 2022: Lob und Tadel (Single)
- 2023: Kopfschmerzen EP

Außerdem veröffentlichte die Band etliche Live-Sessions und Improvisationsalben auf ihrer Bandcamp-Seite.